# Fengfloden
Fengfloden eller Feng He (沣河; Fēnghé) är ett flod i Kina.  Det ligger i provinsen Shaanxi, i den centrala delen av landet, precis öster om Xi'an. Fengfloden är en grenflod till Weifloden.